# Othon Palace Hotel
Othon Palace Hotel foi um dos mais famosos hotéis do centro histórico da cidade de São Paulo, Brasil. Fundado por Othon Lynch Bezerra de Mello, fazia parte de uma rede hoteleira do Brasil, com capital nacional, com unidades em São Paulo, Rio, Belo Horizonte e presente em outros cinco países (Estados Unidos, França, Portugal, Argentina e Peru).
O edifício está localizado na esquina da Rua Líbero Badaró com o Viaduto do Chá e a Praça do Patriarca, ao lado do Edifício Matarazzo, sede da Prefeitura de São Paulo. Com 25 andares e 14.000 metros quadrados de área, o hotel tinha 260 quartos , foi projetado pelo arquiteto alemão Philipp Lohbauer e decorado por Jacques Monet .
Inaugurado em dezembro de 1954, por ocasião das comemorações do quarto centenário da cidade de São Paulo, ficou 54 anos em atividade. Teve seu apogeu nas décadas de 1960 e de 1970. 
Em 1961 recebeu o cosmonauta soviético Yuri Gagarin que quatro meses antes tinha entrado para a história como o primeiro homem a viajar pelo espaço. Hospedou também chefes de Estado, como a rainha Elizabeth II do Reino Unido em 1968 e o príncipe japonês (na época) Akihito em 1967, que depois tornou-se imperador e em 2019 passou o trono ao seu filho. Outra celebridade foi Ella Fitzgerald, rainha do jazz . 
Em seu último andar havia o Chalet Suisse, restaurante de luxo da cidade, especializado em fondue.
Inaugurado em 1966, sob a supervisão de Max Dahinden, formado na escola de hotelaria da Suíça . 
O primeiro subsolo vibrava com uma boate, endereço de festas e eventos da alta sociedade paulistana . 
Com a degradação do centro da cidade, e hóspedes dando preferência a hoteis da região da Avenida Paulista e da zona sul, encerrou suas atividades no final de 2008 quando já estava operando por mais de um ano com prejuízos financeiros.
Em 2009 o prédio foi declarado de utilidade pública. Em 2011, quando prefeito Gilberto Kassab, ocorreu a hipotese de destinar o prédio para abrigar órgãos da Prefeitura, por estar próximo ao gabinete do prefeito, no Edifício Matarazzo, no Viaduto do Chá. Mas, o processo de desapropriação foi interrompido, pois o prédio foi ocupado por grupo de sem-teto. Os estudos continuaram. Em 2018 
o prédio foi reformado e hoje faz parte da prefeitura de São Paulo

## Curiosidades
Em novembro de 1967 hospedou em sua suíte presidencial um gato siamês, estrela do filme da Disney, "O Diabólico Agente DC". O gato estava no Brasil para o lançamento do filme e dormia no tapete, na cama e só se alimentava de leite e filé mal-passado. Tinha uma camareira exclusiva para acompanhá-lo.

Dias depois, o presidente Costa e Silva veio à São Paulo para inaugurar a Faculdade de Engenharia da FAAP e hospedou-se na mesma suíte. Ele comentou que verificaria se o antigo hóspede não tinha deixado pelos e pulgas no quarto .